# Cesar Nintoku
Cesar Nintoku (仁徳天皇 Nintoku-tenno) bil 16. japonski cesar v skladu s tradicionalnim nasledstvom.
Njegovem vladanju ne moremo pripisati točnih datumov, a naj bi po konvencijah vladal med leti 313 in 399.

## Legenda
Nintoku je po mnenju zgodovinarjev "legendarni cesar" iz 5. stoletja. Vladavina 29. cesarja Kinmeja je prva ,ki ji pripisujejo točne in preverljive datume. Konvencionalno sprejeti datumi izhajajo iz časa cesarja Kanmuja, 50. cesarja dinastije Jamato.
Po Nihon Šokiju je bil četrti sin cesarja Odžina, njegova mati je Nakacuhime no Mikoto, pravnukinja cesarja Kejka. Bil je oče cesarjev Ričuja, Hanzeja in Ingjota.
Njegov dejanski naziv je bil verjetno Sumeramikoto ali Amenošita Širošimesu Okimi (治天下大王, "veliki kralj, ki vlada pod nebom"), saj se naziv tenno pojavi šele v času cesarja Tenmuja in cesarice Džito. Lahko da so ga nazivali z (ヤマト大王/大君 Jamato Okimi, "veliki kralja Jamata).

## Dogodki v Nintokujevem življenju
Čeprav Nihon Šoki trdi, da je vladal med leti 313 in 399, sodobne raziskave to zavračajo kot netočno.
Dosežki njegove vladavine po Nihon Šokiju so:
- Zgradil naj bi kanal, imenovan Naniva no Horie, ki naj bi preprečeval poplave na ravnici Kavači. Bil naj bi eden prvih velikih inženirskih podvigov
- Izgradnja nasipa Jonoko (Ikuno-ku, Osaka-ši).[11]

## Družice in otroci
Cesarica (prva): Princesa Iva (磐之媛命), pesnica in hčerka Kacuragi no Socuhika (葛城襲津彦)
- Princ Ooe ne Izahovake (大兄去来穂別尊) cesar Riču
- Princ Suminoe no Nakacu (住吉仲皇子)
- Princ Mizuhavake (瑞歯別尊) cesar Hanzej
- Princ Oasacuma vakugo no Sukune (雄朝津間稚子宿禰尊) cesar Ingjo

Cesarica (druga): Jatanohimemiko (八田皇女), hčerka cesarja Odžina
Himuka no Kaminagahime (日向髪長媛), hčerka Morokata no Kimi Ušimoroja (諸県君牛諸井)
- Princ Ookusaka (大草香皇子)
- Princesa Kusaka no hatabihime no Himemiko (草香幡梭姫皇女)

Udži no Vakiiracume (宇遅之若郎女), hčerka cesarja Odžina
Kurohime (黒日売), hčerka Kibi no Amabe no Ataja (吉備海部直)

## Nintokujeva grobnica
Kofun Dajsen (največja grobnica na Japonskem) v Sakaju, Osaka, naj bi bilo njegovo zadnje počivališče. Lokacija ni nujno točna.
Tumulus Nintoku-rjo je eden od 50 tumulusov, znanih kot "Mozu Kofungan", posejanih okoli mesta, po površini pa je največja grobnica na svetu. Zgrajen je bil v sredini 5. stoletja. 2.000 mož ga je gradilo kar 16 let. Z dolžino 486 metrov (in višino 35 metrov) je dvakrat daljši od baze Keopsove piramide v Gizi.
Cesarski grob družice Iva no hime no Mikoto je v Saki-čoju v Nari. Obe grobnici sta otoka v značilni obliki ključavnice, obdane z jarkom polnim vode. Cesarske grobnice in mavzoleji so kulturni spomeniki, a zanje skrbi cesarska družinska agencija. Zanje pravi, da so več kot zgodovinski artefakti. Bili naj bi sveti kraji, zavetišča duhov prednikov.
Nintokuja se tradicionalno časti v spominskem svetišču (misasagiju) v Osaki, kjer ima tudi posvečen mavzolej z imenom Mozu no Mimihara no naka no misasagi.